# Oficio de medianoche

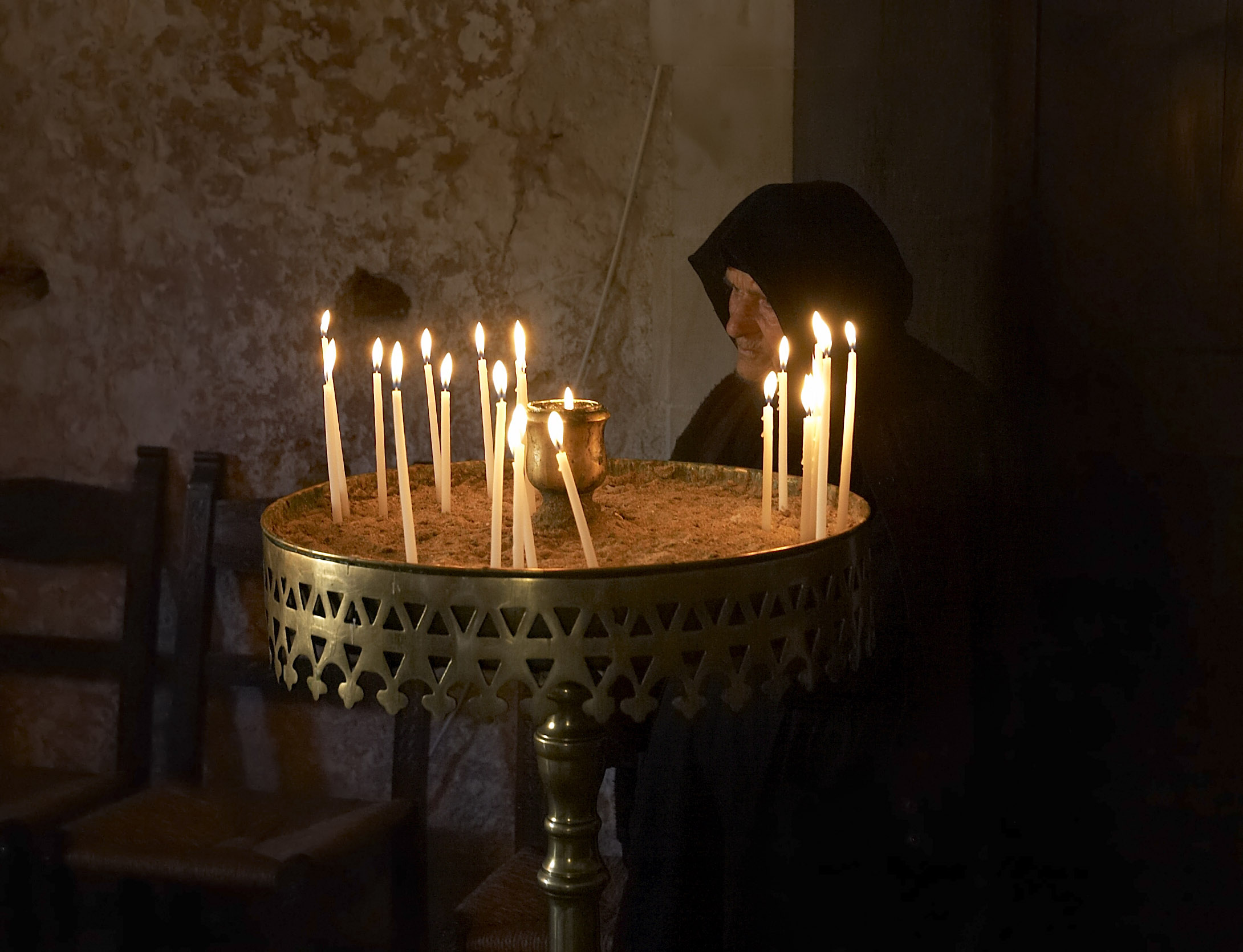
Moni Arkadiou (Monasterio de Arkadi). Velas en la iglesia.

El Oficio de Medianoche (Μεσονύκτικον, Mesonýktikon; Eslavo: Полу́нощница, Polúnoshchnitsa; Miezonoptică) es una de las Horas canónicas que componen el ciclo de culto diario en el Rito bizantino. La oficina se originó como una devoción puramente monástica inspirada en el Salmo 118:62, «A medianoche me levanté para darte gracias por los juicios de tu justicia» (LXX), y también por el Evangelio en la  Parábola de las diez vírgenes (Matthew 25:1-13).
El nombre del oficio de medianoche a veces se traduce como «Nocturnal», ya que «nocturno» es engañoso, ya que en Occidente «nocturno» se refiere a una división dentro del oficio completamente diferente de maitines.
Originalmente, los monjes se levantaban en medio de la noche para cantar alabanzas a Dios. Simeón el Nuevo Teólogo menciona el Salmo 119, un componente significativo del Oficio de Medianoche entre semana, que se reza en privado en las celdas antes de Maitines.
Hoy en día, en la mayoría de los lugares donde se observa el Ciclo Diario, el Oficio de Medianoche se combina con Maitines 
y la Primera Hora en uno de los tres agregados diarios previstos en el Typikon.
Con respecto al Oficio de Medianoche, San Marcos de Éfeso dice: «El comienzo de todos los himnos y oraciones a Dios es el momento (kairos) de la oración de medianoche. Al levantarnos del sueño para ello, significamos el transporte de la vida del engaño de la oscuridad a la vida que es, según Cristo, libre y brillante, con la que comenzamos a adorar a Dios. Porque está escrito: «El pueblo que estaba sentado en tinieblas vio una gran luz» (Isaiah 9:2 y Matthew 4:16). El tono general del oficio es de penitencia, atenuado por una actitud de esperanza.
En la tradición rusa, el Oficio de Medianoche suele comenzar con la lectura en común de las Oraciones de la Mañana, que de otro modo serían recitadas en privado por los hermanos en sus celdas. Al concluir el Oficio de Medianoche, al igual que al final de las Completas, es tradicional en muchos lugares que todos los presentes veneren los iconos y las reliquias de los santos que se encuentran en el templo (edificio de la iglesia).
En los Libros de Oración griegos, se utiliza una forma modificada del Oficio de Medianoche para las oraciones matutinas de los laicos, mientras que se utiliza una forma modificada de Completas Menores para las oraciones vespertinas.
En el cristianismo ortodoxo oriental y el cristianismo protestante oriental, el oficio se reza a las 12 de la noche, y se conoce como Lilio en las tradiciones siríaca e india; lo rezan todos los miembros de estas confesiones, tanto clérigos como laicos, siendo uno de los siete tiempos fijos de oración.

## Historia
Desde la época de la iglesia primitiva, se ha enseñado la práctica de siete horarios fijos de oración; en la Tradición apostólica, Hipólito instruyó a los cristianos a rezar siete veces al día «al levantarse, al encender la lámpara de la tarde, al acostarse, a medianoche» y «a la tercera, sexta y novena hora del día, que son horas asociadas a la Pasión de Cristo». Con respecto a la oración de medianoche y las abluciones que la preceden, Hipólito escribió:

Alrededor de la medianoche, levántate, lávate las manos con agua y reza. Si estás casado, rezad juntos. Pero si tu cónyuge aún no está bautizado, id a otra habitación a rezar y luego volved a la cama. No dudéis en orar, porque el que ha estado unido en relaciones maritales no es impuro. Los que se han bañado no necesitan lavarse de nuevo, porque son puros. Al recuperar el aliento en la mano y santificarse con la humedad de su aliento, su cuerpo queda purificado, incluso hasta los pies. Porque el don del Espíritu y el derramamiento del bautismo, que proceden del corazón del creyente como de una fuente, purifican al que ha creído. Por eso es necesario orar a esta hora. Porque los ancianos que nos transmitieron la tradición nos enseñaron que a esta hora toda criatura se calla por un breve momento para alabar al Señor. Las estrellas, los árboles y las aguas se detienen por un instante. Toda la hueste de ángeles que le sirven, junto con las almas de los justos, alaban a Dios. Por eso es importante que todos los que creen se aseguren de rezar a esa hora. Testificando esto, el Señor dice así: «He aquí que se oyó un clamor a medianoche, diciendo: «¡He aquí que viene el esposo! ¡Levantaos para recibirlo!»» Y añade, diciendo: «Velad, pues, porque no sabéis cuándo vendrá la hora».